# Jennifer Walshe

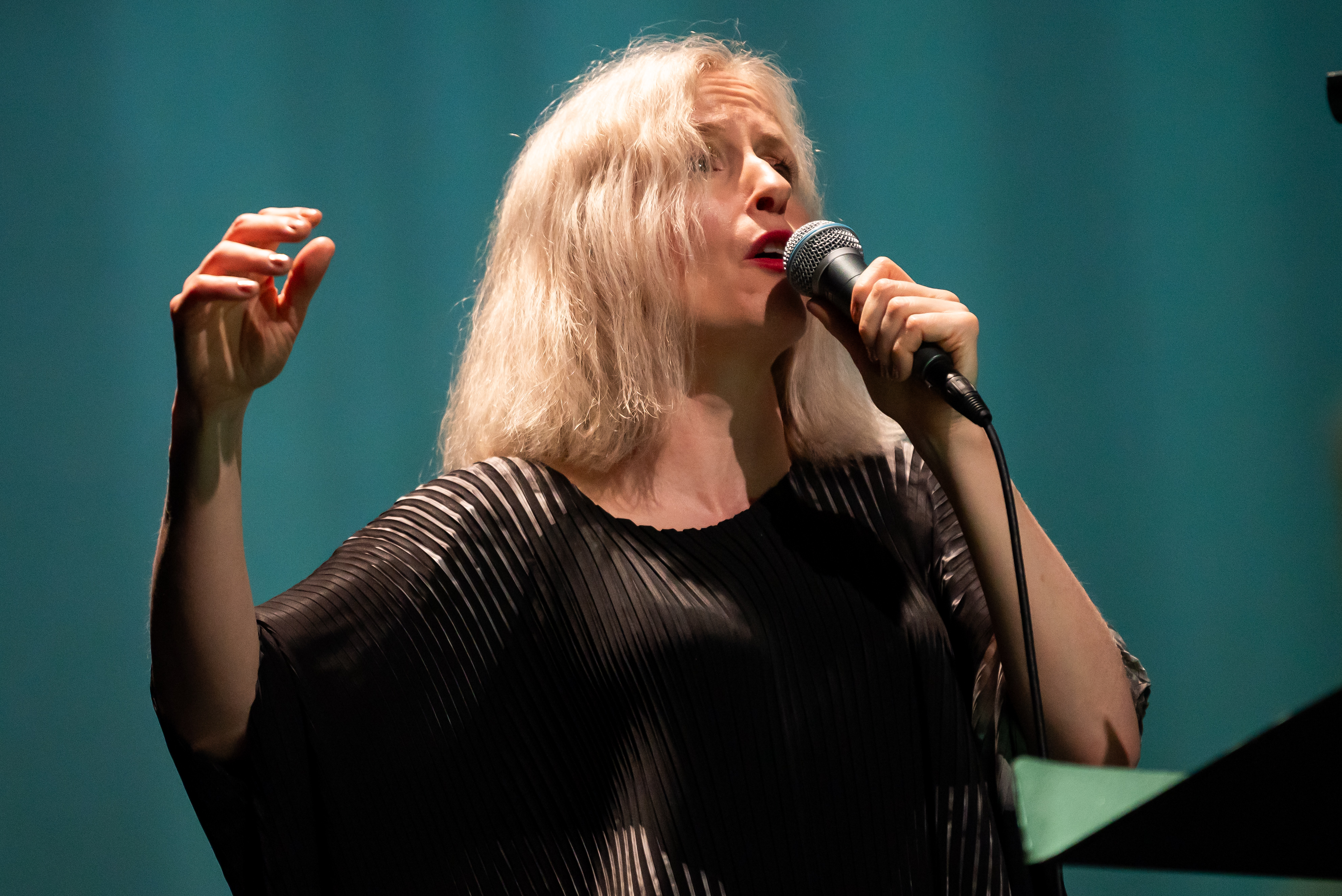
Jennifer Walshe im Jahr 2024.

Jennifer Walshe (* 1. Juni 1974 in Dublin) ist eine irische Komponistin, Performerin und Hochschulprofessorin.

## Leben
Jennifer Walshe wurde in ein künstlerisch geprägtes Elternhaus hineingeboren; ihre Mutter ist als Schriftstellerin tätig, ihr Vater ist Künstler und Kunsthistoriker. Früh begann Walshe mit dem Klavierspiel, erhielt im Alter von zehn Jahren Trompeten-Unterricht und spielte später im Irish Youth Orchestra. Es entstanden erste Kompositionen für verschiedene Bläserbesetzungen, die u. a. vom Irish Youth Wind Ensemble uraufgeführt wurden.
Walshe studierte Komposition an der Royal Scottish Academy of Music and Drama bei Rita McAllister und John Maxwell Geddes und wurde außerdem von Kevin Volans und James MacMillan unterrichtet. Sie setzte ihre Studien an der Northwestern University in Chicago bei Michael Pisaro und Amnon Wolman fort und schloss ihr Studium 2002 mit einem Doktor (Ph.D.) in Composition & Music Technology ab.
Walshe gewann im Jahr 2000 den Kranichsteiner Musikpreis sowie 2008 den Praetorius-Musikpreis für Komposition und 2016 den British Composer Award for Innovation (BASCA). Sie war Stipendiatin u. a. beim Akademie Schloss Solitude, DAAD Berliner Künstlerprogramm, der Foundation for Contemporary Arts (New York) und der Fondazione Claudio Buziol in Venedig.
Gemeinsam mit dem Geiger Jonathan Chen gründete sie das Duo nolimetangere, mit dem sie regelmäßig improvisierte und bezog auch ihre Stimme mit in ihre Performances ein.
Walshe arbeitete weltweit mit zahlreichen Ensembles und Orchestern zusammen, darunter u. a. Klangforum Wien, Arditti Quartett, Ensemble recherche, National Symphony Orchestra of Ireland, BBC Scottish Symphony Orchestra, Ensemble Resonanz, Neue Vocalsolisten Stuttgart und Schlagquartett Köln. Sowohl als Komponistin als auch als Performerin trat sie seit 2000 auf nahezu allen internationalen Festivals für Neue Musik in Erscheinung, darunter die Donaueschinger Musiktage, MaerzMuzik, Ultraschall Berlin, Wittener Tage für neue Kammermusik, Wien Modern, Ars musica, November Music, Lucerne Festival und Splice Festival (USA).
Ihre Werke wurden international von bedeutenden Ensembles uraufgeführt und auf verschiedenen Labels veröffentlicht, darunter Merge Records, Interval Recordings, Farpoint Recordings und Migro. Ihre Noten veröffentlicht Walshe im Contemporary Music Centre (CMC) Ireland.

### Lehrtätigkeit
2002 und 2018 gab Walshe Workshops bei den Darmstädter Ferienkursen für Neue Musik. Seit 2016 unterrichtet sie als Professorin für Performance an der Hochschule für Musik und Darstellende Kunst Stuttgart und hat dort gemeinsam mit Judith Siegmund die Leitung des Campus Gegenwart inne.
Seit Herbst 2020 ist Walshe ein Mitglied von Aosdána.

## Werk
In Walshes Kompositionen vermischt sich experimentelle amerikanisch geprägte Musik mit zeitgenössischer europäischer sowie elektro-akustischer Musik, viele ihrer Kompositionen beinhalten zudem visuelle und improvisatorische Elemente.
Ihre Leidenschaft für geräuschhafte Klänge steht in der Tradition von Helmut Lachenmanns Musique concrète instrumentale, die sie insbesondere auf die Stimme erweitert. Als weiteren Komponisten, der sie geprägt hat, ist (neben ihren Lehrern) Morton Feldman zu nennen, der in ihre großes Interesse für Minimal Music auslöste. Darüber hinaus ist in Walshes Kompositionen auch ein großer Einfluss populärer Musik zu erkennen.
Als ein Schwerpunkt ihrer Kompositionen kann ihre Vokalmusik gelten, die sie häufig selbst aufführt und die sich durch teils extreme Vokaltechniken auszeichnet. Als Vocalistin und Performerin tritt sie häufig zusammen mit Ensembles und Orchestern auf (u. a. RTÉ National Symphony Orchestra of Ireland) oder als Teil einer Opernproduktion (z. B. „XXX_Live_Nude_Girls!!!“).
Zwar stehen zahlreiche ihrer Kompositionen für sich allein und haben keinen direkten gesellschaftlichen Bezug, doch in einigen ihrer Kompositionen greift sie wichtige gesellschaftliche Diskurse auf, so beispielsweise in der Puppen-Oper „XXX_Live_Nude_Girls!!!“, in der auf der Bühne eine Puppe vergewaltigt wird. Des Weiteren thematisiert Walshe in ihren Kompositionen und Projekten Fragen nach Identität und nach kreativen Forschungsmethoden.

### Kunstprojekte
„Historical Documents of the Irish Avant-Garde“ ist eine fiktive Erzählung einer irischen Kunst-Avantgarde. Walshe erfindet hierbei Künstlerpersönlichkeiten mit eigenen Biografien, Kompositionen, Gemälden, Skulpturen und Installationen.
Grúpat ist ein fiktives Künstlerkollektiv, das aus einer Vielzahl „Alter Egos“ besteht. Jennifer Walshe erfand für dieses Projekt diverse Künstlerbiografien mit eigenen Kompositionen, Installationen, Filmen, Fotografien und Skulpturen. Das Kollektiv wurde in zahlreichen Ausstellungen in mehreren Museen und Festivals weltweit gezeigt, darunter das Museum of Arts and Design in New York, das Contemporary Arts Museum Houston, das Dublin Electronic Arts Festival, das Galway Arts Centre, Irland, die Donaueschinger Musiktage und das SPOR Festival in Dänemark. Außerdem veröffentlichte das Kollektiv zwei CDs.

## Werke (Auswahl)

### Werke für Stimme
- (your name here) für Stimme, Violine und Video (2005), UA BELEF Festival, Belgrad
- dub/ber/vie für Stimme, 4-Kanal-Sound und Live-Elektronik, in Zusammenarbeit mit Bernhard Gál (2006), UA ZKM Karlsruhe, 2006
- 22’30” for a singer für Stimme und Laptop (2006), UA Semperoper, Dresden
- Physics for the Girl in the Street für Stimme und Perkussion-Quartett (2007), UA Schlagquartett Köln, MaerzMusik, Berlin, 2007
- My Extensive Relationship with Mr. Stephen Patrick M. für Oboe, Klarinette, Akkordeon, Perkussion, Stimme, Cello und CD (2007), UA Wien Modern
- i: same person/ii: not the same person für Solostimme, Instrumente und Laptop/Elektronik (2007), UA Ultrasound Festival, Tel Aviv, 2007
- Stuttgart 2089 für Stimme, Trompete, Posaune, 2 Perkussion, Piano, Gitarre, Cello und DVD (2010), UA Ensemble ascolta
- lashings of the old ultra-v. für 4 männliche Stimmen und Elektronik (2010), UA Neue Vocalsolisten Stuttgart, Theaterhaus P1, Stuttgart, 2010
- Watched Over Lovingly By Silent Machines für 5 Stimmen und DVD (2011), UA Donaueschinger Musiktage, 2011
- The Soft Menagerie für 3 Stimmen, 10‘ (2011), UA Pinakothek der Moderne, München, 2011
- Flor Hartigan’s To Damhnait Brixius für Stimme und Ensemble (2011), UA Splice Festival, Michigan (USA)
- METTA für Flöte, Klarinette, Posaune, Tuba, Piano, Perkussion, Geige und Stimme (2011), UA November Music, 's-Hertogenbosch, 2011
- Atlanta 2089 für Stimme, Trompete, Posaune, 2 Perkussion, Piano, Gitarre, Cello und DVD (2011), UA Goat Farm Arts Center, Atlanta (USA) 2013
- The White Noisery für 16 Stimmen und CD (2012), UA National Concert Hall, Dublin, 2012
- LANGUAGE RUINS EVERYTHING für Countertenor, Klavier, freiwillige Stimmen und DVD (2013), UA Acht Brücken, Köln, 2013
- Duration & Its Simple Modes für Solostimme und 16-stimmigen Chor (2013), UA Internationales Literaturfestival Berlin
- The Total Mountain für Stimme und Film mit Sound (2014), UA Donaueschinger Musiktage, 2014
- 13 Vices für Streichtrio, 3 Improvisierende und Stimme, in Zusammenarbeit mit Brian Irvine (2015), UA April Jazz, Dublin, 2015
- Volunteer Chorus für 5 oder mehr Performer (2015), UA SPOR-Festival, Aarhus (Dänemark), 2015
- Everything Is Important für Stimme, Streichquartett und Film, mit Sound (2016), UA November Music, 's-Hertogenbosch (Holland), 2016
- A History of the Voice: Part I für vier Stimmen (2017), UA Transit Festival 20/21, Leuven, 2017
- Is It Cool To Try Hard Now? für Stimme, Film und electronic (2017), UA Cafe Oto, London, 2018
- Trí Amhrán für Stimme und Klavier (2019), UA National Concert Hall, Dublin, 2019

### Kammermusik
- Elephant für Harfe und Pistole (2006), UA Huddersfield Contemporary Music Festival, 2006
- Thelma Mansfield für Flöte, Perkussion, Piano und DVD (2008), UA Trio Nexus
- Marlowe S. für Streichquartett, Tape Recorder und CD (2009), UA Bozzini Quartett, Montréal, 2009
- They Left Him In The Ocean für Streichquartett und DVD (2014), UA Arditti Quartett
- My Dog & I für Cello, Tänzer, Hund, Film und electronics (2017), UA Ircam, Paris, 2017
- Residue für Flöte, Klarinette, Oboe, Fagott, Horn, Perkussion, Klavier, Stimme, Violine, Bratsche, Violoncello und Kontrabass (2019), UA mit Mitgliedern der Internationalen Ensemble Modern Akademie, Kunststation St. Peter, Köln, 2019
- Self-Care für Akkordeon, Film und Elektronik (2017), UA Borealis Festival, Bergen (Norwegen), 2017

### Orchesterwerke
- small small big für Blasorchester, vier Schlagzeuge und Kontrabass, 2001
- movement 5 für Streichorchester, 2002, UA Killaloe 2002
- Passenger für Streichorchester (2006), UA Stuttgarter Kammerorchester, ISCM World New Music Days Festival, Stuttgart, 2006
- Hotel Chelsea für Orgel und Sinfonieorchester (2010), UA National Symphony Orchestra of Ireland, National Concert Hall, Dublin, 2010
- The Site of an Investigation für Stimme und Orchester (2018), UA National Symphony Orchestra of Ireland, New Music Dublin festival, 2018

### Oper, Musiktheater, Performance und Installationen
- XXX_Live_Nude_Girls!!! für zwei Vokalistinnen, Klarinette, Posaune, Akkordeon, Cello, zwei Puppenspieler und Zuspielband, 2003, UA Wien 2003
- Kommander Kobayashi #17 Kammeroper für 5 Stimmen, Posaune, Bratsche, Cello, Klarinette und 2 Perkussion (2004), UA Staatsoper Hamburg, 2005
- Die Taktik Oper für 4 Stimmen, Chor, 3 Tänzer, Posaune, Perkussion, Piano, Violine, Viola, Cello und electronic (2012), UA Junge Oper Stuttgart
- The Signing Schattenoper für Stimme, Violine, Schattenspielfiguren und Film, in Zusammenarbeit mit Tony Conrad (2014), UA Nuit Blanche, Toronto (Kanada), 2014
- An Gléacht für 1+ Performer (2015), UA MaerzMusik, Berlin, 2015
- Time Time Time für neun Performer, Text in Zusammenarbeit mit Timothy Morton (2019), UA Serpentine Gallery, London, 2019
- The Worlding für acht Performer (2018), Installation, UA tonnta, The Model, Sligo (Irland), 2018

## Schriften
- Jennifer Walshe (Hg.): Historical Documents of the Irish Avant-Garde. Aisteach Foundation 2015, ISBN 978-1-326-82187-6

## Diskografie
- Donaueschinger Musiktage 2014, NEOS (2015), EAN 4260063115226
- Grúpat And Jennifer Walshe - The Wasistas Of Thereswhere, Tetbind Records (2009)
- Grúpat And Jennifer Walshe - Songtags (2009)
- Jennifer Walshe - Nature Data, Interval Recordings (2010)
- Jennifer Walshe & Tomomi Adachi - Live @ WKCR, Kukuruku Recordings (2010)
- Ghikas* & Walshe* - Good Teeth, Migro Records (2013)
- Stock11_003, Auf Abwegen (2013)
- Ludo Mich With Jennifer Walshe And W.Ravenveer, Hypnagogic Tapes (2018)
- Jennifer Walshe - All The Many Peopls, Migro Records (2019)

- DVD: Jennifer Walshe – XXX_Live_Nude_Girls!!!, Hypnagogic Tapes (2009), EAN 7090019070029